# Ekew
Ekew (Biblisches Hebräisch עֵקֶב ʿéqev, deutsch ‚Folge, Lohn‘) bezeichnet einen Leseabschnitt der Tora mit dem Text
Deuteronomium/Dewarim 7,12–11,25 (7,12–26 ; 8 ; 9 ; 10 ; 11,1-25 ).
Es handelt sich um die Lesung des 3. oder 4. Sabbats im Monat Aw.

## Wesentlicher Inhalt
Der Text setzt die Ermahnung an das Volk Israel fort. Der Bund mit Gott wird bei Beachtung der göttlichen Gebote fortgesetzt werden. Die Kanaaniter (einschließlich Hethiter und Hiwiter) sollen aus Kanaan vertrieben werden. Es besteht kein Rechtsanspruch auf das Land Kanaan.
Es wird an die Versündigung durch die Anbetung des goldenen Kalbs und die Ereignisse der Bundeserneuerung am Sinai erinnert. Israel wird zur Gottesfurcht und Gottesliebe ermahnt. Das Halten der Gebote wird mit fruchtbarem Regen belohnt werden.

## Haftara
Die zugehörige Haftara ist
Jes 49,14–51,3 (49,14–26 ; 50 ; 51,1–3 ).